# متفطرة إفريقية
متفطرة أفريقية (الاسم العلمي: Mycobacterium africanum) هي نوع من البكتيريا يتبع جنس المتفطرة من فصيلة المتفطرات.